# Raid sur Gravesend
 (février 2018).
Guerre de Cent Ans
Batailles
Le raid sur Gravesend a lieu en août 1380 pendant la guerre de Cent Ans. Il s'agit d'un raid castillan sur la ville anglaise de Gravesend. 

## Contexte
En 1369, le roi anglophile Pierre Ier de Castille est renversé par son demi-frère Henri de Trastamare, qui monte sur le trône de Castille sous le nom d'Henri II. Ce dernier a reçu le soutien français pour s'emparer du trône. En remerciement, il s'engage à engager sa puissante flotte au service des Français. Ainsi, en 1372, le port de La Rochelle, occupé par les Anglais, est assiégé par les Français et leurs alliés castillans. La flotte castillane écrase la flotte anglaise lors de la bataille, écartant pour un certain temps la menace d'un débarquement anglais en France.
Les raids castillans s'intensifient le long de la côte anglaise lorsque Jean de Gand, 1er duc de Lancastre et troisième fils d'Édouard III d'Angleterre, épouse en 1371 Constance de Castille, fille et héritière de Pierre Ier. Lancastre s'autoproclame roi de Castille et espère envahir la Castille. La mort d'Édouard III en 1377 force Jean de Gand à assurer la régence pour le jeune Richard II. Il n'ambitionne pas moins de conquérir la Castille. La crainte d'une invasion anglaise s'accentue en Castille lorsque Richard II atteint officiellement sa majorité en janvier 1380.

## Le raid sur Gravesend
Afin de contrecarrer les plans de Jean de Gand, le roi Jean Ier de Castille ordonne que les raids en Angleterre reprennent. Une vingtaine de galères castillanes parties de Séville avaient mené des raids sur la côte anglaise au printemps 1380. Cette flottille reste quelque temps au port français de Harfleur. Sous le commandement de Fernando Sánchez de Tovar, elle remonte la Tamise et incendie la ville de Gravesend, située dans le comté de Kent à moins de 20 kilomètres de Londres.

## Suites
Après l'avènement du roi Jean Ier de Portugal en 1385, très anglophile, Lancastre se décide à débarquer dans la péninsule ibérique, assuré d'avoir un allié. L'alliance anglo-portugaise est renforcée par le mariage du roi de Portugal avec la fille aînée de Gand, Philippa de Lancastre. Le 29 juillet 1386, Lancastre débarque à La Corogne. Jean Ier de Castille, qui croyait qu'il débarquerait au Portugal afin de rassembler des troupes supplémentaires, est totalement pris de court. Lancastre établit sa cour à Ourense et reçoit l'hommage des nobles galiciens. Il se fait couronner roi de Galice à Saint-Jacques-de-Compostelle. Lancastre n'arrive cependant pas à affronter Jean Ier à terrain découvert. Entre avril et juin 1387, l'armée anglo-portugaise poursuit les Castillans mais est affamée par le climat aride. De nombreux soldats anglais désertent.
Par un traité, signé avec le roi Jean Ier de Castille en juillet 1388 à Bayonne, Lancastre renonce à ses prétentions dynastiques sur la péninsule ibérique. En contrepartie, sa fille Catherine épouse l'héritier castillan, le futur Henri III de Castille.